# Mosshuggspindel
Mosshuggspindel (Haplodrassus signifer) är en spindelart som först beskrevs av Carl Ludwig Koch 1839.  Mosshuggspindel ingår i släktet Haplodrassus och familjen plattbuksspindlar. Arten är reproducerande i Sverige. Inga underarter finns listade i Catalogue of Life.